# تفجيرات بغداد (كانون الأول 2016)
في يوم 31 ديسمبر 2016 قام تنظيم داعش بتفجير بواسطة قنابل وقام بإستهداف سوقا خلال ساعة الذروة في وسط بغداد وأسفر التفجير عن مقتل ما لا يقل عن 28 شخصا وإصابة 50 شخصا.